# ويلسون جيرمين هيريديا
ويلسون جيرمين هيريديا (بالإنجليزية: Wilson Jermaine Heredia)‏ هو ممثل أمريكي، ولد في 2 ديسمبر 1971 في بروكلين في الولايات المتحدة.

## وصلات خارجية
- ويلسون جيرمين هيريديا على موقع IMDb (الإنجليزية)
- ويلسون جيرمين هيريديا على موقع ميوزك برينز (الإنجليزية)
- ويلسون جيرمين هيريديا على موقع أول موفي (الإنجليزية)
- ويلسون جيرمين هيريديا على موقع قاعدة بيانات برودواي على الإنترنت (الإنجليزية)
- ويلسون جيرمين هيريديا على موقع قاعدة بيانات الأفلام السويدية (السويدية)
- ويلسون جيرمين هيريديا على موقع إن إن دي بي (الإنجليزية)
- ويلسون جيرمين هيريديا على موقع قاعدة بيانات الفيلم (الإنجليزية)